# Anatkina jocosa
Anatkina jocosa är en insektsart som först beskrevs av Walker 1857.  Anatkina jocosa ingår i släktet Anatkina och familjen dvärgstritar. Inga underarter finns listade i Catalogue of Life.